# جيم دونوفان
جيم دونوفان هو مخرج كندي، ولد في 1964.

## وصلات خارجية
- الموقع الرسمي
- جيم دونوفان على موقع IMDb (الإنجليزية)
- جيم دونوفان على موقع قاعدة بيانات الفيلم (الإنجليزية)